# Списак измишљених ликова
Списак измишљених ликова даје преглед значајних и популарних ликова из различитих медија, укључујући књижевност, стрип, филм, телевизијске серије и видео-игре.

## А
- Аладин – Главни лик из приче "Аладинова чаробна лампа" из збирке прича Хиљаду и једна ноћ. Иако је прича додатак оригиналном арапском тексту, постала је светски позната, посебно кроз Дизнијев анимирани филм.[1]
- Алан Форд – Насловни лик и тајни агент из истоименог италијанског сатиричног стрипа, који су створили Макс Бункер и Магнус.[2]
- Алфред Џонатан Квак – Патак, главни лик из холандске позоришне представе и касније популарне јапанско-холандске анимиране серије, коју је креирао Херман ван Вен.[3]
- Алиса – Девојчица, главни лик романа Алиса у земљи чуда енглеског писца Луиса Керола.
- Атомски мрав – Суперхерој мрав из америчке анимиране телевизијске серије коју је продуцирао студио Hanna-Barbera.
- Астерикс – Јунак из серије француских стрипова, коју су креирали сценариста Рене Гошини и цртач Албер Удерзо.

## Б
- Професор Балтазар – Проналазач, главни лик хрватске анимиране серије створене у студију Загреб филм, чији је аутор Златко Гргић.
- Бамби – Млади јелен, главни лик аустријског романа Бамби, један живот у шуми аутора Феликса Салтена, најпознатији по Дизнијевој филмској адаптацији.
- Бетмен – Суперхерој који се први пут појавио у стрипу Detective Comics #27 (1939), а креирали су га уметник Боб Кејн и писац Бил Фингер.[4]
- Билбо Багинс – Хобит, главни лик романа Хобит енглеског писца Џ. Р. Р. Толкина.
- Боб Рок – Члан групе ТНТ из стрипа Алан Форд, познат по свом носу и циничним коментарима.[2]
- Број 1 – Мистериозни, парализовани вођа групе ТНТ из стрипа Алан Форд.[2]
- Брзи Гонзалес – "Најбржи миш у целом Мексику", лик из серије анимираних филмова Looney Tunes студија Warner Bros..
- Баз Светлосни – Астронаут-играчка, један од два главна лика у анимираном филму Прича о играчкама студија Pixar.[5]
- Мистер Бин – Ексцентрични и неспретни лик из истоимене британске хумористичке ТВ серије, кога су створили и тумачили Роуан Аткинсон и Ричард Кертис.

## В
- Винету – Поглавица индијанског племена Апача, главни лик из серије романа немачког писца Карла Маја.[6]
- Вини Пу – Медведић, главни лик из серије књига за децу енглеског писца А. А. Милна, светски познат по Дизнијевим адаптацијама.[7]
- Лорд Волдемор – Главни антагониста у серијалу књига Хари Потер британске списатељице Џ. К. Роулинг.
- Вуди – Каубојска лутка, један од два главна лика у анимираном филму Прича о играчкама студија Pixar.[5]

## Г
- Гандалф – Чаробњак, један од централних ликова у романима Хобит и Господар прстенова енглеског писца Џ. Р. Р. Толкина.
- Гаргамел – Зли чаробњак и главни антагониста у белгијском стрипу и цртаној серији Штрумпфови, чији је творац Пејо.
- Гарфилд – Дебели, лењи и цинични мачак, главни лик из истоименог америчког стрипа аутора Џима Дејвиса.[8]
- Гица Прасић – Анимирани лик из серије цртаних филмова Looney Tunes студија Warner Bros., познат по својој муцавој узречици "То је све, народе!".
- Годзила – Гигантско праисторијско чудовиште из серије јапанских филмова, први пут приказано у филму Годзила из 1954. године, у продукцији компаније Toho.[9]
- Гордон Фриман – Научник и главни протагониста серијала видео-игара Half-Life, коју је развила компанија Valve.
- Грунф – Изумитељ са нацистичком прошлошћу, члан групе ТНТ из стрипа Алан Форд, познат по својим бизарним изумима и мајицама са натписима.[2]
- Густав – Главни лик из истоимене мађарске серије кратких анимираних филмова.

## Д
- Дамбо – Млади циркуски слон са великим ушима које му омогућавају да лети, главни лик из истоименог Дизнијевог анимираног филма из 1941. године.[10]
- Деда Мраз – Легендарна фигура у западној култури, заснована на историјском лику Светог Николе, доноси поклоне деци на Бадње вече. Његов савремени лик је у великој мери обликован песмом "A Visit from St. Nicholas" и кампањама компаније Кока-кола.[11]
- Душко Дугоушко (енгл. Bugs Bunny) – Зец, један од најпознатијих цртаних ликова на свету, звезда серијала Looney Tunes и Merrie Melodies студија Warner Bros..
- Денис напаст (енгл. Dennis the Menace) – Несташни дечак, главни лик истоименог америчког стрипа аутора Хенка Кечама.
- Гроф Дракула – Насловни лик и главни антагониста из хорор романа Дракула (1897) ирског писца Брема Стокера.

## Ђ
- Ђенка Ђаво – Власник биоскопа и филмски ентузијаста, лик из филма Маратонци трче почасни круг, кога је тумачио Бора Тодоровић.

## Е
- Елмер Давеж (енгл. Elmer Fudd) – Ловац и главни противник Душка Дугоушка у серијалу цртаних филмова Looney Tunes.

## Ж
- Жан Валжан – Главни протагониста романа Јадници (1862) француског писца Виктора Игоа.

## З
- Загор – Дух са секиром, главни лик истоименог италијанског стрипа који су створили Серђо Бонели и Галијено Фери.
- Звончица (енгл. Tinker Bell) – Вила, споредни лик из драме и књиге о Петру Пану шкотског аутора Џ. М. Барија, популаризована кроз Дизнијев анимирани филм.
- Зоро – Маскирани осветник у Калифорнији под шпанском влашћу, лик који је створио амерички писац Џонстон Мекали.

## И
- Изногуд – Велики везир који непрестано покушава да постане "калиф уместо калифа", главни лик из истоименог француског стрипа, чији су аутори Рене Гошини и Жан Табари.

## Ј
- Јеремија – Хипохондар, члан групе ТНТ из стрипа Алан Форд, познат по својим сталним жалбама на болести.[12]
- Јоп тер Хел – Лик из романа Ciske de Rat холандског писца Пита Бакера, познат у региону по филмским адаптацијама.

## К
- Каменко и Кременко – Праисторијски брачни парови, главни ликови америчке анимиране серије Породица Кременко студија Hanna-Barbera.
- Капетан Кука – Пиратски капетан и главни непријатељ Петра Пана у причи шкотског аутора Џ. М. Барија.
- Капетан Немо – Научник, проналазач и командант подморнице Наутилус, лик из романа Двадесет хиљада миља под морем и Тајанствено острво француског писца Жила Верна.[13]
- Каспер – Пријатељски дух, лик из серије позоришних анимираних филмова студија Famous Studios, а касније и стрипова и телевизијских серија.
- Кејси Раглс – Каубој и ренџер, главни лик из истоименог америчког вестерн стрипа аутора Ворена Тафтса.
- Клодовик – Папагај, члан групе ТНТ из стрипа Алан Форд, познат по понављању фраза и изазивању нереда.
- Командант Марк – Вођа "Вукова са Онтарија" у борби за независност америчких колонија, главни лик из истоименог италијанског стрипа који је створио тим EsseGesse.
- Конан – Варварин, ратник и авантуриста из "Хиборијанског доба", лик који је створио амерички писац Роберт Е. Хауард.[14]
- Жабац Кермит (енгл. Kermit the Frog) – Најпознатији лик из луткарске серије Мапетовци, коју је створио Џим Хенсон.

## Л
- Лале Гатор (енгл. Wally Gator) – Анимарани алигатор, лик из истоимене серије студија Hanna-Barbera.
- Лара Крофт – Британска археолошкиња и авантуристкиња, главна протагонисткиња серијала видео-игара Tomb Raider.[15]
- Ленс – Персијски принц, касније витез на двору краља Артура, главни лик из истоименог стрипа аутора Ворена Тафтса и сценаристе Харија Тотла.
- Леси – Женка шкотског овчара, лик који је првобитно настао у причи Ерика Најта, а светску славу стекао кроз серију филмова и телевизијских серија.
- Лотар – Најбољи пријатељ и помоћник мађионичара Мандрака, лик из стрипа Мандрак.
- Леголас – Виловњак, један од чланова "Дружине прстена" у роману Господар прстенова енглеског писца Џ. Р. Р. Толкина.

## Љ
- Људска бакља (енгл. Human Torch) – Суперхерој, члан оснивач тима Фантастична четворка, лик из стрипова издавачке куће Марвел, кога су створили Стен Ли и Џек Кирби.[16]

## М
- Супер Марио (енгл. Mario) – Водоинсталатер, главни лик из истоименог серијала видео-игара компаније Нинтендо, кога је креирао Шигеру Мијамото.[17]
- Макс Пејн – Бивши полицајац, протагониста истоименог серијала видео-игара у жанру пуцачине из трећег лица.
- Мандрак – Мађионичар, главни лик из истоименог стрипа аутора Лија Фолка.
- Марти Мистерија – "Детектив немогућег", главни лик из истоименог италијанског стрипа аутора Алфреда Кастелија.
- Мики Маус – Миш, један од најпознатијих цртаних ликова на свету, креација Волта Дизнија и Аба Ајверкса.
- Мини Маус – Мишица, партнерка Микија Мауса, такође креација Волта Дизнија и Аба Ајверкса.
- Мирко и Славко – Дечаци-партизани, главни ликови истоименог југословенског стрипа, чији је главни аутор био Десимир Жижовић Буин.[18]
- Мис Пиги – Глумица, певачица и дива, један од централних ликова луткарске серије Мапетовци, коју је створио Џим Хенсон.
- Мистер Но – Бивши амерички војник и авантуриста у Амазонији, главни лик из истоименог италијанског стрипа аутора Серђа Бонелија.
- Моби Дик – Бели кит, насловни "лик" и главна опсесија капетана Ахаба у истоименом роману америчког писца Хермана Мелвила.

## Н
- Нео – "Изабрани", главни протагониста филмског серијала Матрикс.
- Николетина Бурсаћ – Партизански борац, лик из збирке приповедака Доживљаји Николетине Бурсаћа писца Бранка Ћопића.
- Ноди – Дрвени дечак са плавом капицом и звончићем, главни лик из серије књига за децу енглеске списатељице Инид Блајтон.
- Носоња – Неспретни члан групе ТНТ из стрипа Алан Форд, познат по великом носу и способности да уништи све што дотакне.

## Њ
- Њут Скамандер (енгл. Newt Scamander) – Магизоолог, главни протагониста филмског серијала Фантастичне звери, лик из света Харија Потера који је креирала Џ. К. Роулинг.

## О
- Обиликс – Најбољи пријатељ јунака Астерикса из истоименог француског стрипа, познат по својој снази (јер је као беба упао у казан са чаробним напитком) и ношењу менхира.[19]
- Одисеј – Легендарни грчки краљ Итаке, главни јунак Хомеровог епа Одисеја.
- Олд Шетерхенд – "Сигурна рука", надимак за немачког инжењера Карла, крвног брата Винетуа и једног од главних јунака романа Карла Маја.
- Олива (енгл. Olive Oyl) – Изабраница морнара Попаја, лик из стрипа Thimble Theatre који је креирао Е. К. Сегар.
- Олаф – Снешко Белић који сања о лету, лик из Дизнијевог анимираног филма Залеђено краљевство.
- Оптимус Прајм – Вођа Аутобота у борби против Десептикона, централни лик из франшизе Трансформерси.

## П
- Принц Валијант – Витез Округлог стола, главни лик из истоименог америчког стрипа аутора Хала Фостера.
- Палчица – Девојчица "не већа од палца", лик из истоимене бајке данског писца Ханса Кристијана Андерсена.
- Пакман (енгл. Pac-Man) – Жути округли лик, протагониста истоимене јапанске аркадне видео-игре коју је развила компанија Namco.
- Патак Дача (енгл. Daffy Duck) – Црни патак, лик из серије анимираних филмова Looney Tunes студија Warner Bros..
- Петар Пан – Дечак који не жели да одрасте, становник Недођије, лик који је створио шкотски писац Џ. М. Бари.
- Пепељуга – Јунакиња једне од најпознатијих светских бајки, најпознатија по верзијама Шарла Пероа и Браће Грим, као и по Дизнијевом анимираном филму.
- Паја Патак (енгл. Donald Duck) – Патак у морнарском оделу, један од најпознатијих Дизнијевих ликова.
- Плутон – Пас, љубимац Микија Мауса у Дизнијевом универзуму.
- Птица тркачица – Птица која трчи великом брзином, лик из серије анимираних филмова Looney Tunes, позната по свом ривалству са Којотом.
- Попај – Морнар који добија надљудску снагу када поједе спанаћ, главни лик из стрипа Thimble Theatre аутора Е. К. Сегара.
- Пинки Пај (енгл. Pinkie Pie) – Ружичасти пони, један од главних ликова из анимиране серије My Little Pony: Friendship Is Magic.
- Прле – Смели и шармантни илегалац, један од главних ликова из ТВ серије и филмова Отписани.

## Р
- Радован III – Главни лик из истоимене сатиричне комедије српског писца Душана Ковачевића.[20]
- Радознали Џорџ (енгл. Curious George) – Мајмун, главни лик из серије популарних књига за децу аутора Х. А. Реј и Маргарет Реј.
- Рен Хоек – Неуротична чивава, један од два главна лика из анимиране серије Рен и Стимпи.
- Рин Тин Тин – Немачки овчар, пас-глумац који је постао међународна звезда у бројним филмовима.
- Ринсвинд – Неспособни и кукавички чаробњак, један од главних ликова из серијала сатиричне фантастике Дисксвет британског писца Терија Прачета.
- Рип Кирби – Детектив-џентлмен, главни лик из истоименог америчког стрипа аутора Алекса Рејмонда.
- Робин Худ – Легендарни одметник из енглеског фолклора, познат по томе што "отима од богатих да би дао сиромашнима".
- Робинзон Крусо – Главни лик из истоименог романа (1719) енглеског писца Данијела Дефоа.

## С
- Сандокан – "Малајски тигар", гусарски вођа, главни лик из серије авантуристичких романа италијанског писца Емилија Салгарија.
- Северус Снејп (енгл. Severus Snape) – Професор напитака и одбране од мрачних вештина, један од најкомплекснијих ликова у серијалу књига Хари Потер британске списатељице Џ. К. Роулинг.
- Сир Оливер – Племић-лопов, елегантни члан групе ТНТ из стрипа Алан Форд.
- Скуби Ду – Данска дога која говори, главни лик из истоименог дуговечног америчког анимираног серијала студија Hanna-Barbera.
- Снупи – Бигл, љубимац Чарлија Брауна, један од централних ликова из стрипа Peanuts аутора Чарлса Шулца.
- Спок – Вулканско-људски први официр на броду Ентерпрајз, један од најпознатијих ликова из франшизе Звездане стазе.
- Спајдермен (енгл. Spider-Man) – Суперхерој, лик из стрипова издавачке куће Марвел, кога су створили Стен Ли и Стив Дитко.[21]
- Сребрни летач (енгл. Silver Surfer) – Хуманоидни ванземаљац са металном кожом који путује свемиром на дасци, лик из стрипова издавачке куће Марвел.
- Стимпи – Доброћудни и простодушни мачак, један од два главна лика из анимиране серије Рен и Стимпи.
- Супермен – Суперхерој са планете Криптон, лик из стрипова издавачке куће Ди-Си, кога су створили писац Џери Сигел и уметник Џо Шустер.[22]

## Т
- Талични Том – "Каубој који пуца брже од своје сенке", главни лик из истоименог белгијског хумористичког стрипа аутора Мориса.
- Тарзан – Човек одгајан међу горилама у афричкој џунгли, лик који је створио амерички писац Едгар Рајс Бароуз.[23]
- Терминатор – Киборг-убица, насловни лик из истоимене филмске франшизе, најпознатији по тумачењу Арнолда Шварценегера.
- Тихи – Смирени и интелигентни илегалац, један од главних ликова из ТВ серије и филмова Отписани.
- Том и Џери – Дуо мачке (Том) и миша (Џери), главни ликови из серије кратких анимираних филмова студија Metro-Goldwyn-Mayer, које су створили Вилијам Хана и Џозеф Барбера.
- Том Сојер – Несташни дечак који одраста поред реке Мисисипи, главни лик из романа Пустоловине Тома Сојера и других дела америчког писца Марка Твена.
- Тор – Нордијски бог грома, суперхерој из стрипова издавачке куће Марвел.

## Ћ
- Слон Ћира – Главни лик из популарне серије југословенских сликовница.

## У
- Умпах-Пах – Индијански ратник, главни лик из истоименог француског хумористичког стрипа, чији су аутори Рене Гошини и Албер Удерзо.

## Ф
- Фантом – "Дух који хода", костимирани борац против криминала, лик из истоименог америчког стрипа аутора Лија Фолка.
- Флаш Гордон – Свемирски херој, главни лик из истоименог америчког научнофантастичног стрипа аутора Алекса Рејмонда.
- Флатершај (енгл. Fluttershy) – Жути пегаз, један од главних ликова из анимиране серије My Little Pony: Friendship Is Magic.
- Франкенштајново чудовиште – Оживљено створење, централни лик из романа Франкенштајн или модерни Прометеј енглеске списатељице Мери Шели.

## Х
- Хаклбери Фин – Дечак који плови реком Мисисипи, главни лик из романа Пустоловине Хаклберија Фина америчког писца Марка Твена.
- ХАЛ 9000 – Свесни рачунар са вештачком интелигенцијом из филма 2001: Одисеја у свемиру, заснованог на делу Артура Кларка.
- Халк (енгл. Hulk) – Зелени див у кога се претвара научник Брус Банер, суперхерој из стрипова издавачке куће Марвел.
- Хамлет – Краљевић Данске, трагични протагониста истоимене драме енглеског писца Вилијама Шекспира.
- Ханибал Лектор – Бриљантни психијатар и канибалистички серијски убица, лик из серије романа Томаса Хариса, најпознатији по филму Кад јагањци утихну.
- Хари Потер – Млади чаробњак, главни лик из истоименог серијала романа британске списатељице Џ. К. Роулинг.
- Хелбој – Демонски суперхерој, главни лик из серије стрипова аутора Мајка Мињоле.
- Херкул Поаро – Белгијски детектив, један од најпознатијих ликова "краљице злочина" Агате Кристи.
- Хогар Страшни – Викинг, главни лик из истоименог америчког стрипа аутора Дика Брауна.

## Ц
- Црвенкапица – Девојчица, главни лик једне од најпознатијих европских народних бајки, најпознатија по верзијама Шарла Пероа и Браће Грим.

## Ч
- Чип и Дејл (енгл. Chip 'n' Dale) – Дуо веверица, ликови из Дизнијевих анимираних филмова и серија.
- Чико – Симпатични и прождрљиви Мексиканац, нераздвојни пратилац јунака Загора из истоименог стрипа.
- Чарли Браун – Дечак, главни лик стрипа Peanuts америчког аутора Чарлса Шулца.

## Џ
- Џек Спероу (енгл. Jack Sparrow) – Ексцентрични пиратски капетан, главни лик филмског серијала Пирати са Кариба.
- Џејмс Бонд – Британски тајни агент "007", лик који је створио писац Ијан Флеминг.[24]
- Џон Маклејн (енгл. John McClane) – Њујоршки полицајац, главни јунак филмског серијала Умри мушки.
- Џеронимо Стилтон – Миш-новинар и уредник "Мишјих новости", главни лик из истоименог серијала књига за децу италијанске ауторке Елизабете Дами.
- Судија Дред (енгл. Judge Dredd) – Спроводилац закона у дистопијском граду Мега-Сити Један, лик из британског стрипа 2000 AD.[25]

## Ш
- Шерлок Холмс – Детектив-саветник, чувени лик из прича британског писца Артура Конана Дојла.[26]
- Шеф – Лењи и прождрљиви тајни агент, члан групе ТНТ из стрипа Алан Форд.
- Шрек – Зелено чудовиште, главни лик из серије анимираних филмова компаније DreamWorks, заснован на сликовници Вилијама Стејга.[27]
- Штрумпфета – Првобитно једини женски Штрумпф у селу, лик из стрипа и цртане серије Штрумпфови.